# Franz Xaver Kraus
Franz Xaver Kraus (født 18. september 1840 i Trier, død 28. september 1901 i Freiburg) var en tysk romerskkatolsk kristelig oldgransker og kirkehistoriker.
Kraus studerede i Trier og Bonn, lagde sig under et ophold i Paris særlig efter kristelig arkæologi og kunst, blev 1864 viet til katolsk præst, ansattes som sådan i Pfalzel ved Trier, kaldtes 1872 til Strasbourg som professor i kristelig arkæologi og historie og 1878 til Freiburg som professor i kirkehistorie. Kraus har blandt andet udgivet Die christliche Kunst in ihren frühesten Anfängen (1872), Roma Sotterranea (1873; 2. udgave 1879), Realencyclopädie der Christlichen Altertümer (2 
bind, 1880—86), Geschichte der christlichen Kunst (1895—1908). Kraus har desuden skrevet om Triers arkæologi (1868), om kunst og så videre i Alsace-Lorraine (4 bind, 1876—92), om kunstmindesmærker i Baden (3 bind, 1887—92), om kristne indskrifter i Rhinlandene (2 bind, 1890—94) med mere. Kraus har også udgivet en lærebog i kirkehistorie (3 bind, 1872—73; 3. udgave 1887).